# Siadcza (województwo śląskie)
Siadcza – wieś w Polsce położona w województwie śląskim, w powiecie zawierciańskim, w gminie Pilica. 
W latach 1975–1998 miejscowość położona była w województwie katowickim.
W obrębie wsi znajduje się źródło niewielkiej rzeki, Żebrówki.